# Hotel Transilvania: Serialul
Hotel Transilvania: Serialul (engleză Hotel Transylvania: The Series) este un serial de animație de televiziune de comedie dezvoltat de Mark Steinberg și produs de Sony Pictures Animation și Nelvana în asociere cu Corus Entertainment. Este bazat pe și servește ca prequel al filmului Hotel Transilvania (2012), luând loc înainte de evenimentele primului film, concentrându-se pe activitățile lui Mavis de 114/115 ani și prietenii ei cei mai buni în Hotelul Transilvania în timp ce Dracula este plecat la Consiliul de Vampiri.
Primul sezon de 26 de episoade a avut premiera pe 25 iunie 2017 pe canalul Disney Channel, cu primul episod având avanpremiera pe 20 iunie 2017 pe aplicația WATCH Disney Channel, YouTube și VOD. Ultimele 8 episoade au fost prima oară disponibile pe streaming pe Netflix pe 25 iunie 2018 înainte de premierele lor televizate. În Canada, serialul a avut premiera pe 2 octombrie 2017 pe Teletoon.
Pe 12 septembrie 2018, un al doilea sezon s-a anunțat. Al doilea și ultimul sezon a avut premiera pe 8 octombrie 2019 și finalul pe 29 octombrie 2020.

## Premisa
Serialul ia loc înainte de filmul original de animație pe computer și se axează pe anii de adolescență a fiicei lui Dracula, Mavis și cei trei prieteni ai săi Hank N Stein, Pedro și Wendy Blob, în timp ce Dracula este plecat cu treabă la Consiliul de Vampiri.

## Personaje
- Mavis este fiica lui Dracula, care vrea să se distreze cu prietenii ei.[9]
- Wendy Blob este fiica lui Blobby și unul dintre prietenii lui Mavis.
- Hank N Stein este fiul lui Frank și Eunice și unul dintre prietenii lui Mavis.
- Pedro este o mumie grasă care seamănă cu Murray și este unul dintre prietenii lui Mavis.
- Mătușa Lydia  este sora mai mare a lui Dracula, care are grijă de ordinea și tradițiile din Hotel, atunci când Mavis și prietenii ei doresc să se distreze.
- Dracula este tatăl lui Mavis și face parte din "Consiliul Vampirilor".
- Donald și Kitty Cartwright sunt un cuplu care locuiesc aproape de Hotel Transilvania. Donald este distractiv și Kitty este mama cea protectoare care ar face orice pentru a menține monștrii departe de casa ei, inclusiv instalarea în casă a unui sistem de securitate de înaltă tehnologie.